# Heterelmis longula
Heterelmis longula is een keversoort uit de familie beekkevers (Elmidae). De wetenschappelijke naam van de soort werd in 1887 gepubliceerd door David Sharp.